# Phlebopus portentosus
Phlebopus portentosus är en svampart som först beskrevs av Berk. & Broome, och fick sitt nu gällande namn av Karel Bernard Boedijn 1951. Phlebopus portentosus ingår i släktet Phlebopus och familjen Boletinellaceae.   Inga underarter finns listade i Catalogue of Life.